# Фридрих III (Баден)
Вижте пояснителната страница за други личности с името Фридрих III.
Фридрих III фон Баден (на немски: Friedrich III von Baden, Pacificus, der Friedfertige; * 1327; † 2 септември 1353) е маркграф на Баден от 1348 г. до смъртта си.

## Произход и управление
Той е син на маркграф Рудолф IV фон Баден († 25 юни 1348) и втората му съпруга Мария фон Йотинген († 10 юни 1369), дъщеря на граф Фридрих I фон Йотинген.
През 1348 г. той поема управлението заедно с брат си Рудолф († 1361). Неговата резиденция е в Баден-Баден.

## Фамилия
Фридрих III се жени ок. 1345 г. за Маргарета фон Баден († 1 септември 1367), дъщеря на маркграф Рудолф Хесо фон Баден († 1335). Те имат децата:
- Рудолф VI († 21 март 1372), маркграф на Баден
- Маргарета, омъжва се:

1. на 10 ноември 1363 за граф Готфрид II фон Лайнинген-Риксинген († ок. 1380)
2. и втори път за граф Хайнрих фон Лютцелщайн († 1394)